# Protanystis
Protanystis is een geslacht van vlinders van de familie roestmotten (Heliodinidae), uit de onderfamilie Orthoteliinae.

## Soorten
- P. chalybastra Meyrick, 1921
- P. deceptoria Meyrick, 1938
- P. familiaris Diakonoff, 1955
- P. peridoxa Meyrick, 1924
- P. xanthochares Meyrick, 1938